# Udorf

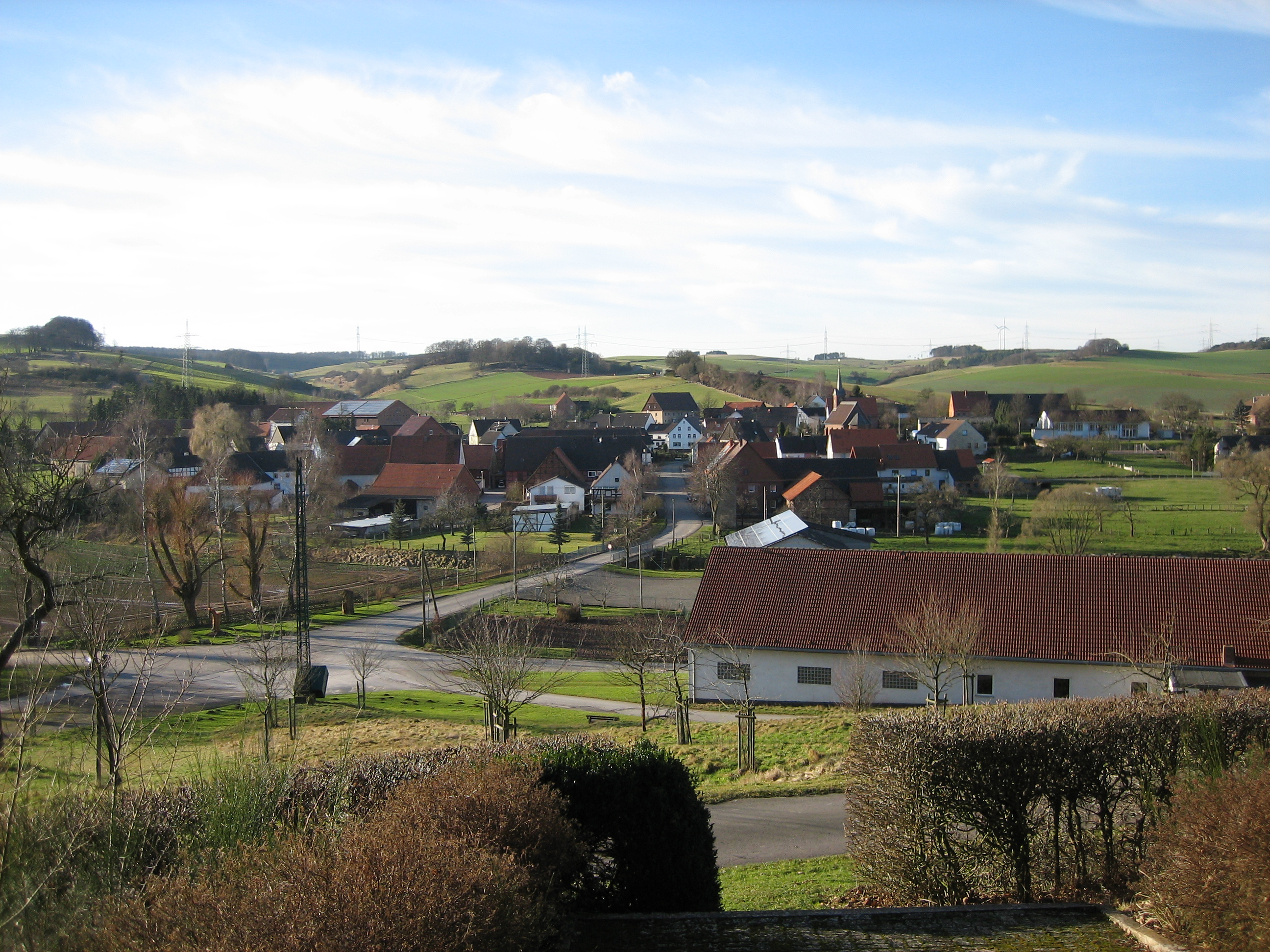
Udorf (2008)

Udorf ist ein Stadtteil der Stadt Marsberg im Hochsauerlandkreis in Nordrhein-Westfalen.

## Geografie
Udorf liegt im Orpetal auf der Erlinghauser Platte in einer ca. 300 m breiten flachen Talaue mit Wiesen und Äckern zwischen den Orten Canstein und Kohlgrund an der Grenze zu Hessen. Durch den Ortsteil fließt die Orpe. Südwestlich des Stadtteils befindet sich das Naturschutzgebiet Glockengrund.

## Geschichte
Im Jahre 1106 wurde Udorf als Urthorp in einer Besitzurkunde des Klosters Corvey erstmals urkundlich erwähnt. Um 1166 verkaufte Abt Konrad von Marienmünster dem Abt Ufo von Flechtdorf einen Hof in Udorf. Abt Wedekind von Corvey bekundete um 1191, dass ein gewisser Hildebrand einen Hof in Urdorph besessen habe und dieser der Kirche zu St. Peter in Eresburg wachszinsig gewesen sei.
1243 wird bereits eine eigene Kapelle erwähnt. 1261/62 schenkten Adam von Aspe sowie der Ritter Appolonius, genannt der Sviderichusen, dem Kloster Bredelar verschiedene Güter in Udorph. 1302 erwarb auch das Kloster Aroldessen hier Besitz. Im Jahre 1336 kam ein Teil des Zehnten an die Herren von Canstein. Neben diesen besaßen auch die Grafen von Waldeck einen Amtshof in Udorf, zu dem alle ihre Ländereien rechts der Orpe gehörten. Auch dieser waldeckische Besitz ging später als Lehen an die Herren von Canstein, die ihre Rechte in diesem Raum kontinuierlich auszudehnen versuchten. In der Zeit von 1342 bis 1648, d. h. bis zum Ende des Dreißigjährigen Krieges, entstand immer wieder Streit zwischen den Cansteinern und Waldeckern um die fruchtbaren Böden und reichen Wälder um Udorf. 1453 gründete man eine Schützenbruderschaft. 1506 wurde Udorf mit verschiedenen anderen Dörfern der Herrschaft Canstein zugesprochen, indem Waldeck in einem Vertrag seine gerichtsherrlichen Ansprüche auf das Dorf aufgab. Von 1538 bis 1566 erfolgte die Erbteilung der Herrschaft Canstein, nach der Heirat Katharinas von Canstein mit Philipp von Spiegel. Für die Einwohner des Dorfes bedeutete dies, dass sie von Hof zu Hof verschiedenen Häusern (Canstein oder Spiegel) abgabepflichtig wurden. In einigen Fällen wurde ein Wechsel durch Gerichtsverfahren bewirkt. Im Dreißigjährigen Krieg wurde der Ort von seit 1646 in Obermarsberg lagernden Schweden nahezu vollständig zerstört. 1656 wurde Gerta die Boltin Opfer der Hexenverfolgung.
Ab 1792 gehörte die alleinige Herrschaft den Herren von Spiegel. Im Jahre 1820 wird die erste Schule in Udorf erwähnt. Ab 1826 unterstand Udorf, ebenso wie die umliegenden Dörfer, der Bürgermeisterei Marsberg.
Um 1850 begann Infolge von Missernten und Feuersbrünsten eine Auswanderungswelle nach Amerika. Am 30. April 1856 zerstört eine Feuersbrunst 25 Häuser und die Schule. 1857 erfolgt der Neubau der Schule im Bereich der Kirche. Infolge der großen Not gründete man 1862 einen Armenverband mit den Nachbargemeinden Canstein, Leitmar, Borntosten und Heddinghausen. Am 13. Mai 1866 wurden bei erneutem Brand fünfzehn Häuser ein Opfer der Flammen. Anlässlich dieser Katastrophe erbaute man im Jahre 1868 ein Spritzenhaus. 1924 wurde die Schützenhalle in Eigenarbeit errichtet.
Zur Zeit des Nationalsozialismus kam es auch in Udorf zu Verfolgungen der jüdischen Einwohner. Während des Zweiten Weltkriegs wurden die verbliebenen Juden deportiert und ermordet.
Am 30. März 1945 rollten die ersten US-Panzer aus Richtung Canstein durchs Dorf. Am nächsten Tag wurde Udorf durchsucht, aber nicht besetzt. Einzelne Diebstähle durch die US-Soldaten kamen vor. Sich im Dorf versteckende deutsche Soldaten wurden abtransportiert. In den folgenden Wochen unterstützten die Dorfbewohner deutsche Soldaten, die sich vor den US-Truppen in den Wäldern versteckten, mit Nahrung und Kleidung. Immer wieder kam es zu Überfällen von ehemaligen ausländischen Gefangenen. Insbesondere verschwand immer wieder Vieh von den Weiden.
Im Zweiten Weltkrieg fielen 41 Udorfer als Soldaten, davon die meisten an der Ostfront.
1955 wurde eine neue Schule eingeweiht. Die zweizügige Volksschule fiel 1957, die Dorfschule 1969 der Schulreform in Nordrhein-Westfalen zum Opfer. Das ehemalige Schulgebäude wird heute als Festsaal genutzt.
Am 1. Januar 1975, mit der Gebietsreform in Nordrhein-Westfalen, gab Udorf seine Selbständigkeit auf und wurde ein Stadtteil von Marsberg.
Im Jahre 2006 beging das kleine Dorf seine 900-Jahr-Feier.

### Grenzänderung zu Hessen
Bereits seit mehreren Jahrzehnten strebte die Stadt Marsberg eine Grenzänderung mit der Stadt Bad Arolsen an. Einige für Udorf wichtige öffentliche und gemeinschaftliche Einrichtungen wie Teile der Schützenhalle, der Friedhof, das Ehrenmal, der Sportplatz und das ehemalige Jugendheim, heute zu Wohnzwecken genutzt, befanden sich jenseits der Landesgrenze auf hessischem Gebiet im Landkreis Waldeck-Frankenberg. Im Jahr 2009 wurde ein Staatsvertrag zwischen Hessen und Nordrhein-Westfalen über einen Gebietstausch geschlossen, der am 1. November des gleichen Jahres in Kraft trat. Als Ausgleich für die an Udorf fallenden Grundstücke erhielt Bad Arolsen Grünlandflächen.

## Politik

### Wappen
Blasonierung:„Gespalten in Silber (Weiß) und Rot über einem goldenen (gelben) Hügel, darin schwebend ein achtzackiger schwarzer Stern; vorn ein goldener (gelber) Wellenpfahl belegt mit einem zehnspeichigen schwarzen Mühlrad und hinten eine goldene (gelbe) bewurzelte Birke mit silbernem (weißem) Stamm.“
Das Wappen wurde nie genehmigt. Ein Grund könnte der Verstoß gegen die heraldische Farbregel sein; darüber hinaus zeigt das Wappen zu viele Symbole (Heroldsbild).
Der Wellenpfahl steht für die Orpe, das Mühlrad für den Udorfer Eisenhammer, welcher von einer Wassermühle angetrieben wurde. Die Birke stellt eine für die Gegend typischen Baum dar und weist zugleich auf die Natur hin. Der Stern ist der Stern des Fürstentums Waldeck, zu dem früher große Gemeindeteile gehörten.

## Udorfer Hammer
Bereits im 17. gab es zwischen Canstein und Udorf einen Eisenhammer, der 1846 aufgegeben wurde. An seiner Stelle wurde eine Öl- und Getreidemühle erbaut, die bis 1906 in Betrieb blieb. In diesem Jahr baute Freiherr Aloysius von Elverfeldt zu Langen diese zur ersten Stromerzeugungsanlage in der Region um. Die Anlage steht heute unter Denkmalschutz. Sie arbeitete anfangs mit Gleichstrom und Akkumulatoren, später erzeugte sie bis 1966 Wechselstrom.

## Naturschutzgebiete um Udorf

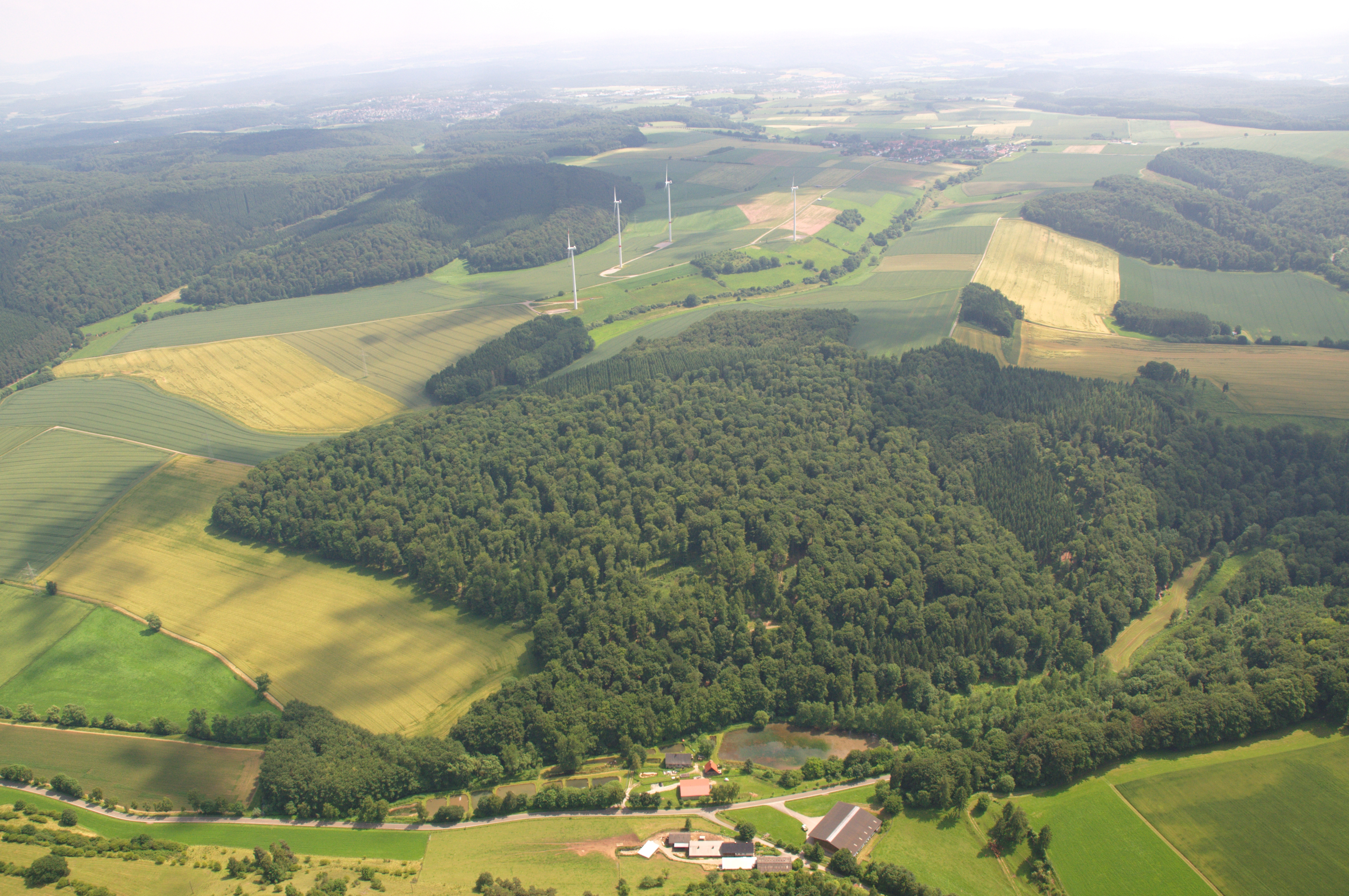
Naturschutzgebiete Schuberstein und Kittenberg

Westlich und südlich von Udorf befinden sich fünf landesweit bedeutsame Naturschutzgebiete (NSG). Die Bedeutung zeigt sich darin, dass alle fünf auch als Fauna-Flora-Habitat (FFH) im Europäischen Schutzgebietssystem nach Natura 2000 ausgewiesen wurden. Alle Gebiete wurden ausgewiesen, weil sie seltene und gefährdete Tier- und Pflanzenarten beheimaten. Zudem wurden sie wegen ihrer naturwissenschaftlichen, erdgeschichtlichen und kulturhistorischen Bedeutung als schützenswert betrachtet. Die Gebiete wurden 2008 mit dem Landschaftsplan Marsberg vom Kreis, bzw. 2004 von der EU ausgewiesen.
Nordwestlich, westlich und südwestlich liegen das Naturschutzgebiet Hummelgrund, das Naturschutzgebiet Glockengrund und das Naturschutzgebiet Udorfer Mühle. Diese drei Schutzgebiete bilden das FFH-Gebiet Glockengrund, Glockenrücken und Hummelgrund. Bei diesen Gebieten handelt es sich um Kalkmagerrasen. Auf den Kalkmagerrasen wurden 64 Rote-Liste-Arten nachgewiesen. Davon sind 43 Pflanzenarten, 10 Tagfalterarten, drei Schneckenarten, zwei Vogelarten und zwei Reptilienarten. Beispiele sind das Dreizähnige Knabenkraut (eine Orchideenart), die Wiesen-Schlüsselblume, die Kornblume, der Deutsche Enzian, der Neuntöter, die Dorngrasmücke, die Zauneidechse und die ungiftige Schlingnatter. Große Teile der Flächen in diesen Naturschutzgebieten wurden von der NRW-Stiftung und dem Land NRW angekauft. Die Magerrasen werden zum Großteil von einem Schäfer aus Udorf mit seiner Schaf- und Ziegenherde abgehütet. Andere Grünlandflächen werden vom Schäfer als Mähwiesen genutzt und später im Jahr nachbeweidet. Seit den 1990er Jahren finden zudem Pflegearbeiten des Vereins für Natur- und Vogelschutz im Hochsauerlandkreis (VNV) und der Biologischen Station Hochsauerlandkreis im NSG statt. Insbesondere wurden Schwarzdorn-Büsche und Stockausschläge mit Motorsäge und Freischneider entfernt.
An der Straße nach Canstein liegen auf der rechten Seite das Naturschutzgebiet Schuberstein und auf der linken Seite das Naturschutzgebiet Kittenberg. Beide bilden zusammen das FFH-Gebiet Kittenberg. Diese Kalkbuchenwälder mit Felsen weisen eine seltene Vegetation auf. Dort brüten Arten wie Grauspecht, Schwarzspecht und Rotmilan.

## Kirche
Bereits 1243 wird eine eigene Kapelle genannt. Nach der Reformation wurde 1616 eine lutherische Kapelle erbaut, die aber schon 1689 als „ruinös“ bezeichnet wurde. Eine weitere Kirche wurde nach 1689 an gleicher Stelle erbaut. Udorf wurde im 18. Jahrhundert lutherisch, kehrte jedoch bald unter dem Einfluss von Pfarrer Mast aus Heddinghausen zum katholischen Glauben zurück.

### St. Josephkirche
Die heutige Kirche, die St. Josephkirche, wurde 1893 eingeweiht. Die Kapelle wurde im neugotischen Stil erbaut und ist ein aus Backsteinen errichteter Saalbau. Sie entstand anstelle eines baufällig gewordenen Vorgängerbaus. Am 17. Oktober 1929 erhielt sie eine neue Glocke als Ersatz für die im Ersten Weltkrieg eingeschmolzene. Die neue Glocke wiegt 265 kg und trägt die Inschrift „Hl. Joseph ora pro nobis “(„Heiliger Joseph bitte für uns“). Eine neue Orgel wurde 1949 eingebaut. 1970 wurde die Kirche grundlegend renoviert; hierbei wurde die geschlossene gotische Innenausstattung entfernt. Auch das gotische Gesprenge wurde vom Hochaltar entfernt, und die hölzernen Seitenaltäre gingen verloren. Die geschnitzte Kommunionbank wurde zersägt und als Altarverkleidung verwendet. Die alten Glasfenster des Altarraumes blieben erhalten. Beim Einbau des Tanks für eine Heizung entdeckte man Gebeine aus früheren Grabstätten.
Bei einer weiteren Renovierung im Jahr 2003 wurden Hochaltar und Seitenaltäre wiederhergestellt. Sie waren zwar erhalten geblieben, konnten aber aufgrund schlechter Lagerung nicht mehr gerettet werden und wurden nachgebildet. Ein neuer Kreuzweg wurde angeschafft, und die wertvollen bunten Glasfenster wurden von außen mit klarem Glas geschützt.
Die Statue des Kirchenpatrons Josef von Nazaret ist wesentlich älter als die Kapelle. Sie stammt vermutlich aus einer der Vorgängerkirchen. Die buntbemalte, aus Lindenholz hergestellte, 85 cm hohe Plastik gilt als Kunstschatz und stammt vermutlich aus der Papenwerkstatt. Ihre Entstehung wird auf das Ende des 17. Jahrhunderts datiert.

### Mariengrotte
Am 7. Juli 1935 errichteten die Udorfer eine Mariengrotte auf dem Kittenberg. Sie wurde auf dem höchsten Punkt erbaut, damit die Gottesmutter schützend ihre Hände über den Ort halte.

## Wirtschaft
Udorf ist überwiegend durch seine landwirtschaftliche Wirtschaftsstruktur charakterisiert. Etwa 60 % der Nutzfläche ist Ackerflur. Südlich des Ortes, auf dem Gelände des ehemaligen Udorfer Hammers, befindet sich ein Fischzuchtbetrieb, der Bach- und Regenbogenforellen züchtet.

## Kultur und Sehenswürdigkeiten
In der Liste der Baudenkmäler in Marsberg sind für Udorf sieben Baudenkmale aufgeführt, darunter
- die katholische Kirche St. Josef, ein Backsteinsaalbau aus dem Jahr 1891,
- der „Stoffelhof“, ein unter Verwendung von Fachwerk aus dem 17. Jahrhundert im Jahre 1802 erbautes Fachwerkhaus,
- eine „Hofanlage“, bestehend aus einem bruchsteinernen Haupthaus mit Nebengebäude aus dem Jahr 1849,
- die „Udorfer Mühle“, eine Wassermühle.

## Vereine
Bereits seit 1453 existiert der Schützenverein.